# Comté d'Herberton
Le comté d'Herberton était une zone d'administration locale au nord du Queensland en Australie. Le comté comprenait les villes de :
- Herberton ;
- Mount Garnet ;
- Ravenshoe.

En mars 2008, il a fusionné avec les comtés d'Atherton, d'Eacham et de Mareeba pour former la région des Tablelands.